# 천안제일고등학교
천안제일고등학교(天安第一高等學校)는 대한민국 충청남도 천안시 동남구 원성동에 있는 공립 고등학교이다.

## 연혁
- 1930년 4월 1일 : 천안공립농잠보습학교 설립인가
- 2008년 3월 1일 : 천안제일고등학교 교명 변경
- 2016년 12월 2일 : 자율학교 지정(혁신학교 영역, 2017년 3월 1일~2021년 2월 28일)
- 2022년 3월 1일 : 반려동물과, 스마트팜과, 바이오식품과 학과 개편
- 2022년 12월 27일 : 그린스마트학교 공간 재구조사업(2025년 8월 완공예정)
- 2024년 9월 1일 : 제31대 황명주 교장 부임
- 2025년 1월 10일 : 제92회 졸업(128명, 누적인원 25,817명)
- 2025년 3월 4일 : 제95회 입학식(신입생 143명 입학)

## 참고 자료
- 천안제일고등학교 - 한국교육학술정보원 학교알리미

## 갤러리

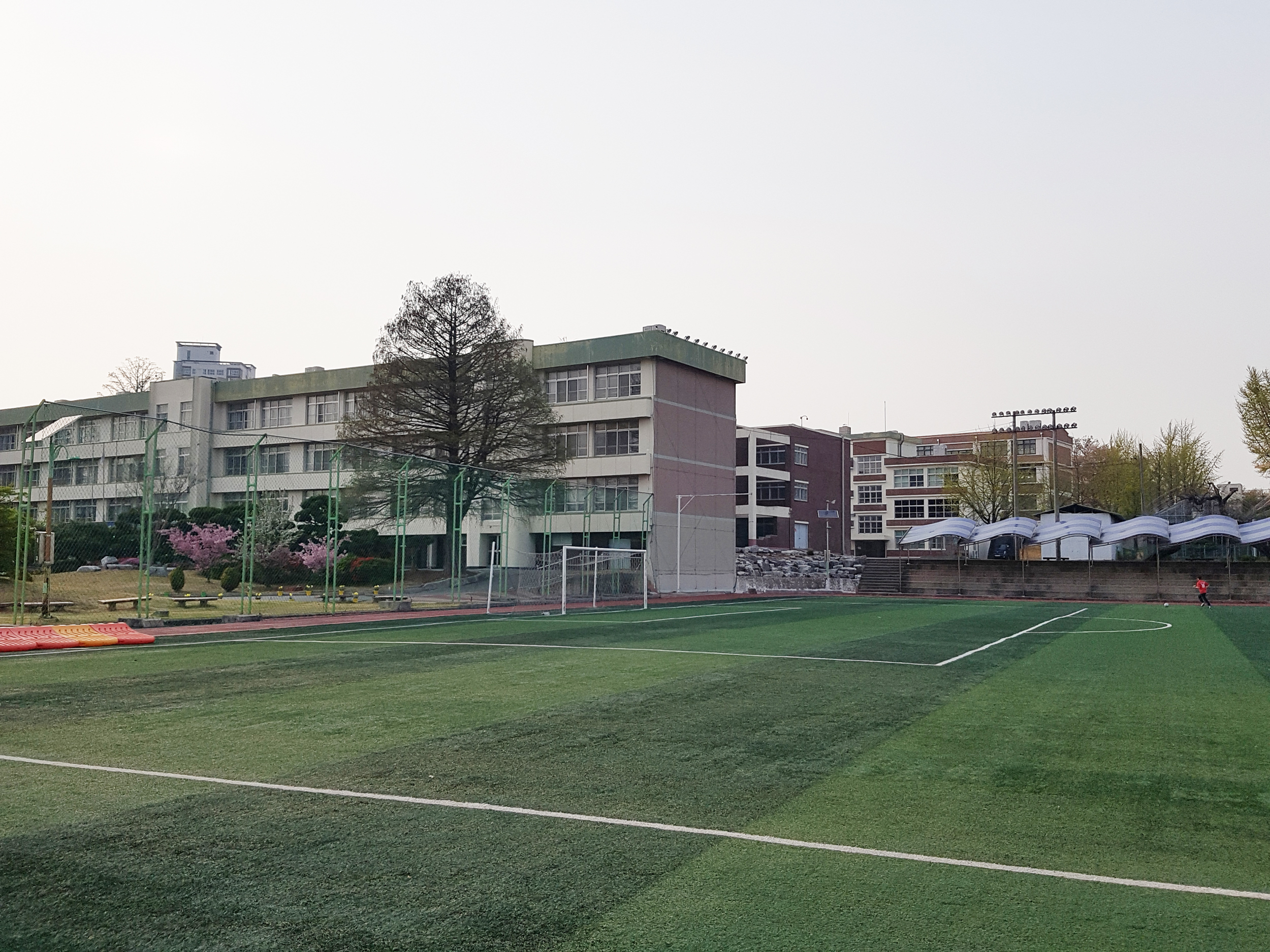
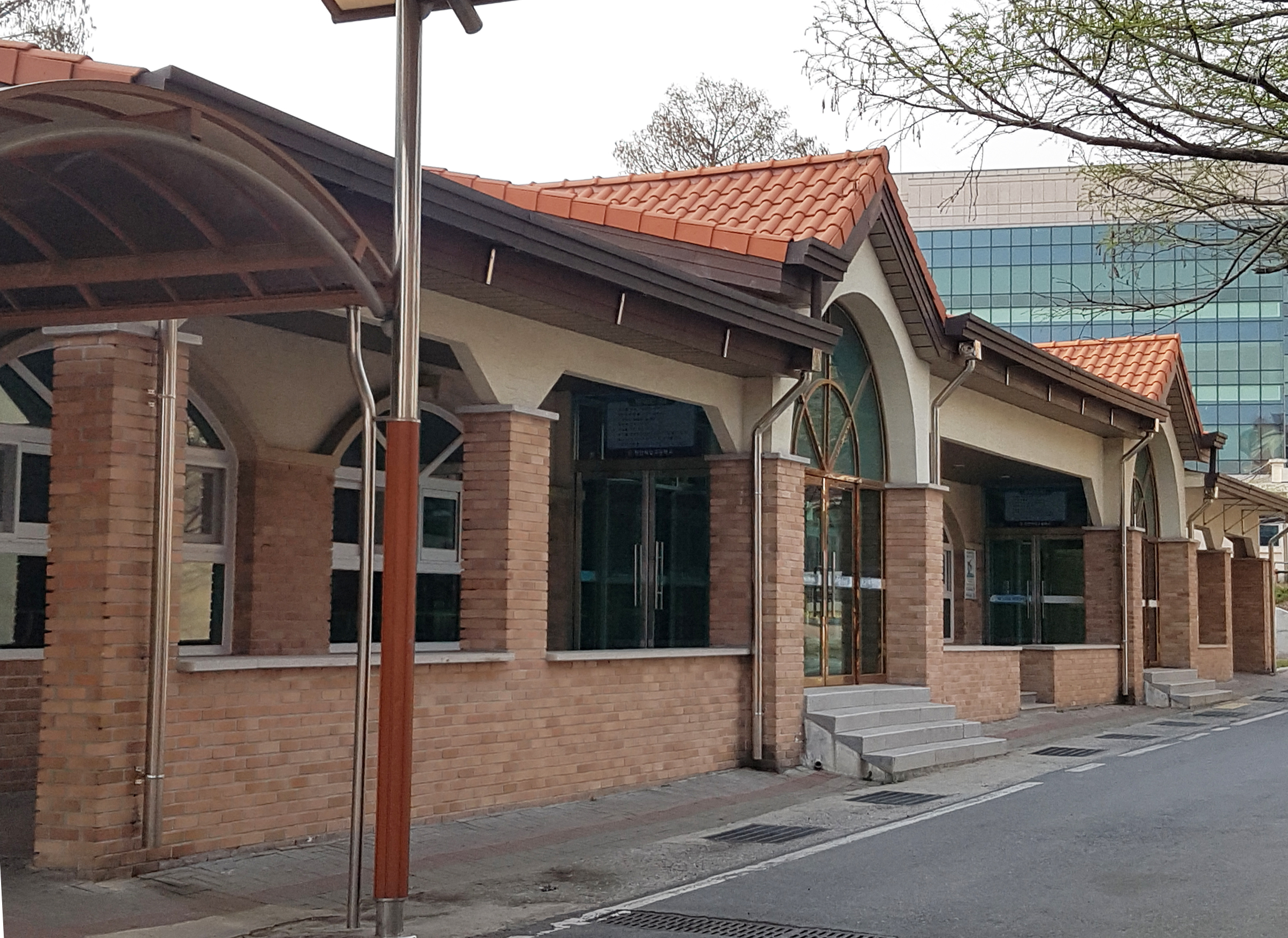
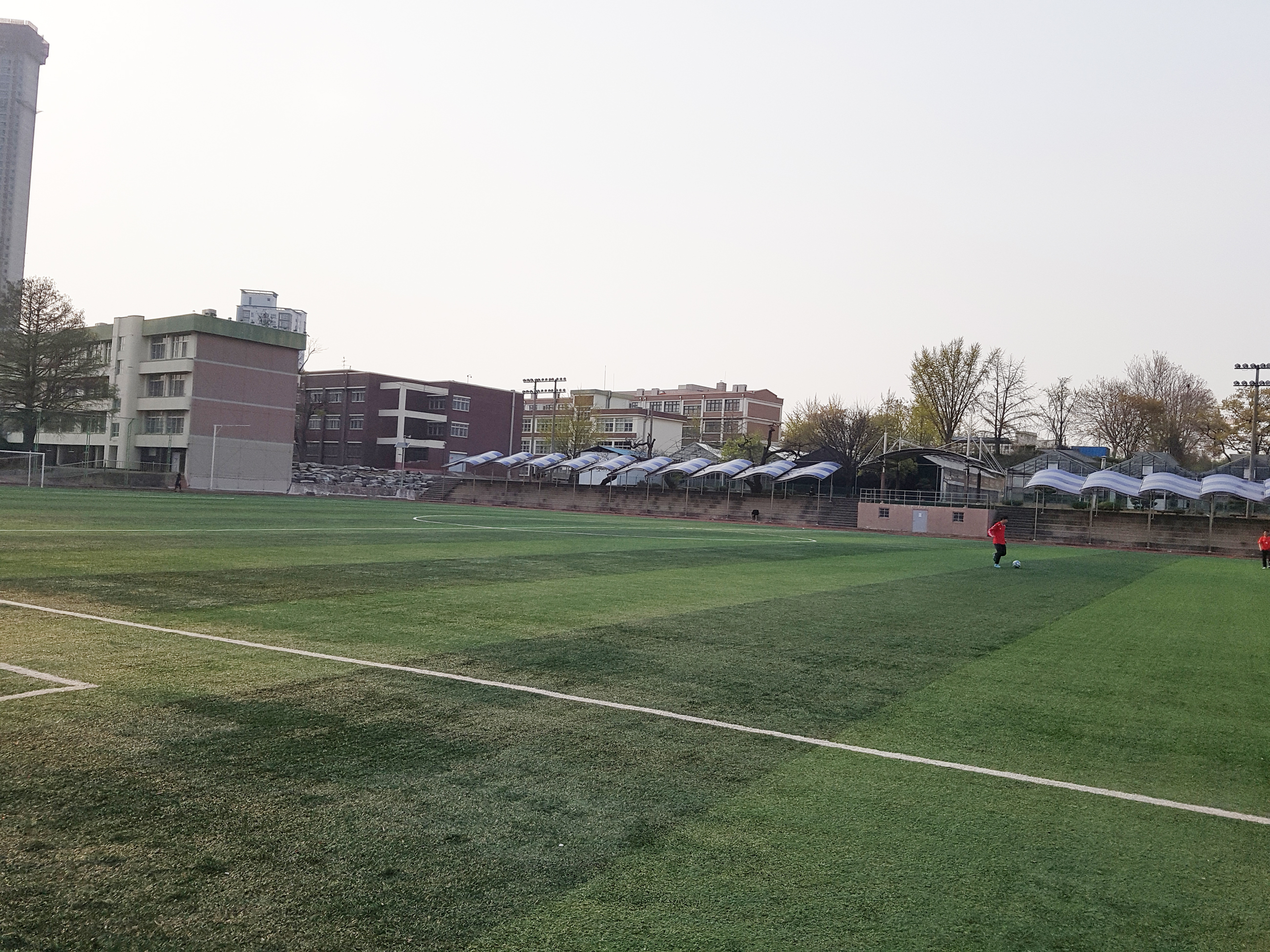
천안제일고등학교
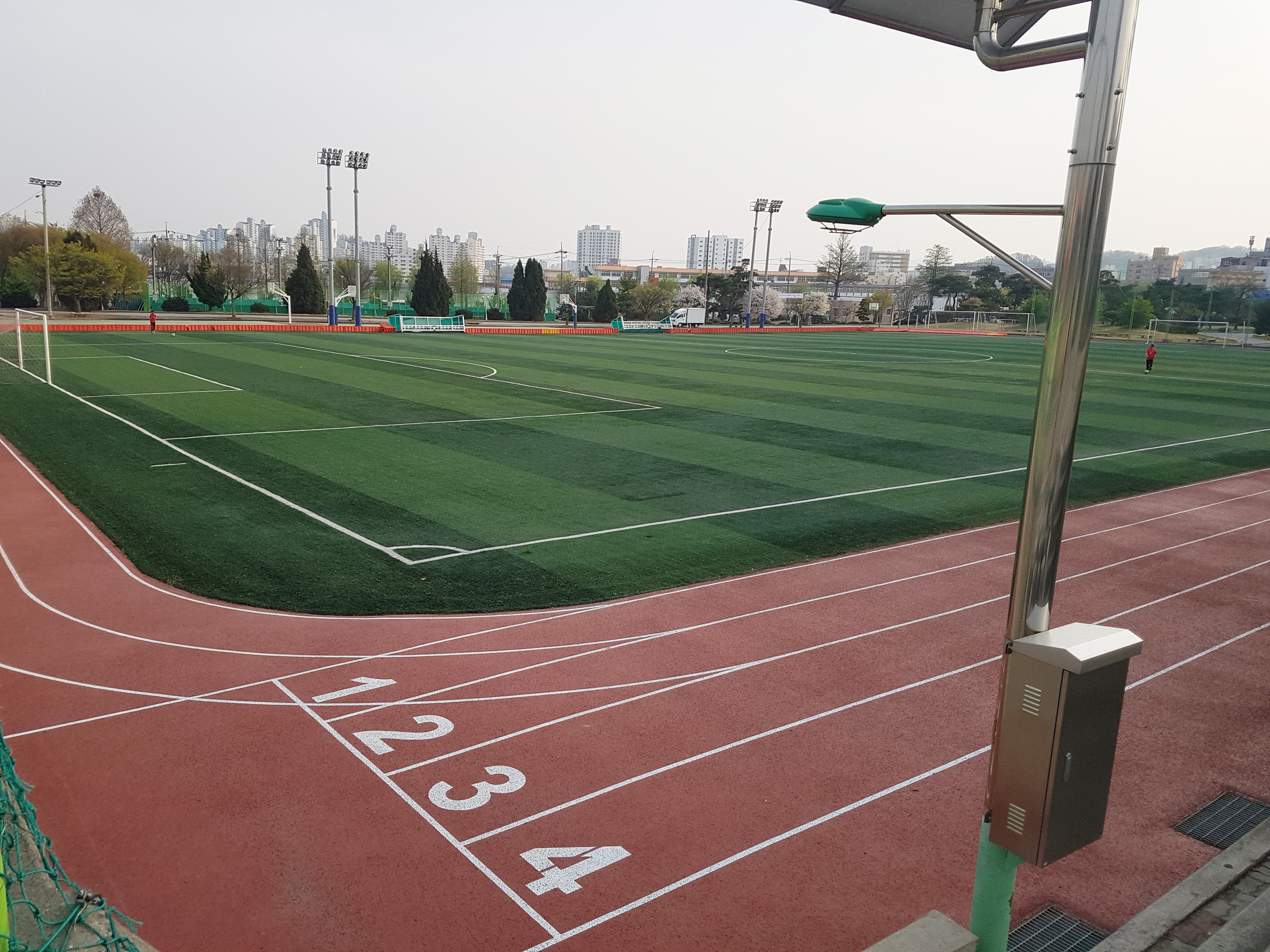
천안제일고등학교

## 같이 보기
- 천안제일고등학교 축구단